# Planschbecken

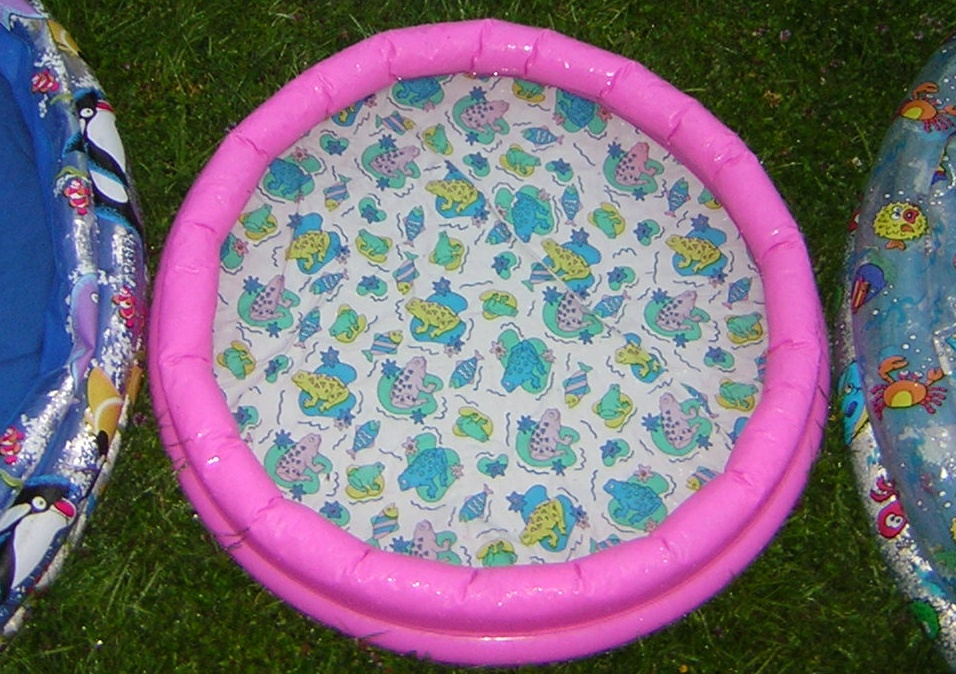
Planschbecken

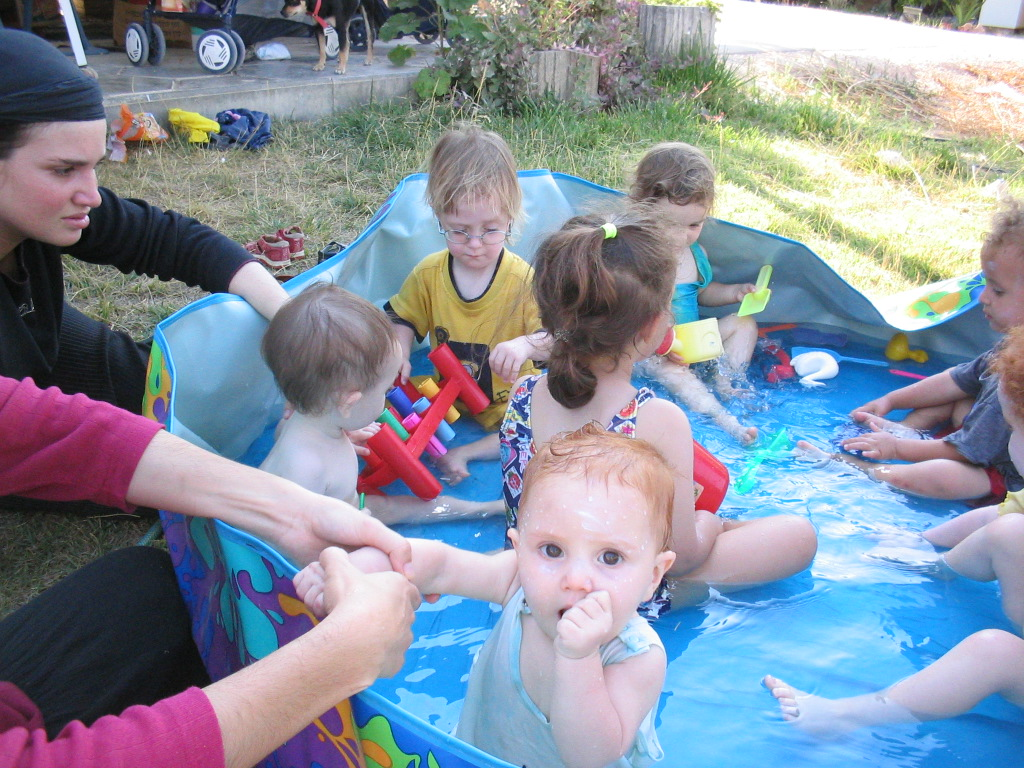
Planschbecken in Benutzung

Ein Planschbecken bezeichnet umgangssprachlich ein Wasserbassin, dessen Wände normalerweise aus aufblasbaren Plastikschläuchen bestehen. Im Unterschied zu einem Schwimmbecken beziehungsweise Gartenpool oder Fertigbecken ist ein Planschbecken nicht fest verankert, ist meist deutlich kleiner und hat keine Wasserfilterung (das Wasser wird vor Gebrauch frisch eingefüllt).

## Planschbecken und Jumbo-Pools
Planschbecken für Kinder haben in der Regel einen Durchmesser ab 90 cm. Grenzen nach oben sind allerdings keine gesetzt – so gibt es im Fachhandel und in Gartenbaucentern auch aufblasbare Gartenpools aus Kunststoff mit einem Durchmesser von zwei Metern und mehr. Planschbecken für Kinder bestehen meist aus zwei Luftkammern und haben einen relativ niedrigen Rand. So genannte Jumbo-Pools sind auch in rechteckigen Varianten erhältlich und besitzen eine Tiefe von etwa 1,50 Metern; so eignen sie sich auch für Erwachsene. Zum Zubehör zählen Einstiegsleitern und Sonnendächer, die vor UV-Strahlung schützen.

## Sicherheit von Planschbecken
Beim Erwerb von Planschbecken und aufblasbaren Gartenpools ist auf die Dicke der Folien und die Dichte der Ventile zu achten. Je dicker das Material, umso stabiler sind die Planschbecken. Die Ventile sollten gut schließen, damit keine Luft entweichen kann. Planschbecken für Kinder sind sicherer, wenn sie über einen aufblasbaren Boden verfügen – Stürze werden so abgefedert und Verletzungen wird vorgebeugt. Größere Gartenpools werden häufig für eine bessere Stabilität mit Metallstangen im Boden verankert. Zudem sollte man beim Kauf auf das TÜV- und das GS-Siegel achten.
Planschbecken und Gartenpools bestehen in der Regel aus PVC-Folie. Dieser Kunststoff ist sehr stabil – damit er formbar wird, werden allerdings verschiedene Weichmacher und sonstige Additive verwendet (siehe dazu Folienteich#Polyvinylchlorid (PVC)). Die nicht chemisch gebundenen Weichmacher, die „bis zu über 50 % der Gesamtmasse“ ausmachen können, können aus einer Folie herausgelöst werden, was auch die Versprödung von PVC-Teichfolien nach etwa 10 Jahren bewirkt. Einige Weichmacher, die aus der Folie herausmigrieren, hier vor allem Phthalatweichmacher wie DEHP und DBP, gelten als gesundheitsgefährdend. Für Kinderspielzeug hat das EU-Parlament DEHP und DBD bereits 2005 verboten. Besonders beim Kauf von Kinder-Planschbecken (aus Fernost) sollte daher darauf geachtet werden, welche Weichmacher zur Anwendung kommen.